# Вакцинація проти COVID-19 у Бутані
Вакцинація проти COVID-19 у Бутані — це кампанія масової імунізації населення Бутану проти COVID-19 під час пандемії коронавірусної хвороби. Бутан пообіцяв безкоштовну вакцинацію проти COVID-19 для всіх своїх громадян як у країні, так і за її межами. Масова вакцинація в країні розпочалася 27 березня 2021 року.

## Передумови
У січні Бутан отримав від уряду Індії свою першу партію з 150 тисяч доз вакцини AstraZeneca. Бутан став першою країною, яка отримала вакцину AstraZeneca. Другу партію з 400 тисяч доз країна отримала в березні, які були доставлені державною авіакомпанією «Druk Air».
У липні 2021 року Бутан почав отримувати велику кількість вакцин: 500 тисяч доз вакцини Moderna із США, 250 тисяч доз вакцини Oxford–AstraZeneca з Данії, 100 тисяч доз вакцини Oxford–AstraZeneca з Хорватії, Болгарії та кількох інших країн, 5850 доз вакцини Pfizer–BioNTech від COVAX і 50 тисяч доз вакцини Sinopharm BIBP з Китаю.

## Історія COVID-19 у Бутані
Перший випадок COVID-19 у Бутані виявлено в березні 2020 року. Від того часу до початку вакцинації в Бутані було виявлено понад 800 випадків COVID-19, з яких один помер.

## Критерії запису на щеплення
Реєстрація на вакцинацію проти COVID-19 почалася на початку березня 2021 року. Усі жителі Бутану старші 15 років мали право зареєструватися на вакцинацію. Проте з міркувань безпеки починаючи з 27 березня 2021 року вакцинію проводили лише особам віком від 18 років. Ті, хто був молодшим цього віку, вагітні та жінки, які годують грудьми, а також люди з важкими захворюваннями, не підлягали щепленню. Однак вони отримали щеплення під ретельним наглядом пізніше.

## Вакцинальна кампанія
Вакцинальна кампанія в країні розпочалася 27 березня 2021 року. За 2 тижні, 9 квітня 2021 року, уряд Бутану заявив, що 470 тисяч дорослих отримали першу дозу вакцини Oxford—AstraZeneca, що відповідає 60 % загального населення Бутану. Переважна більшість вакцини була доставлена в 1200 центрів вакцинації в країні. Для доставки вакцини по селах також використовувалися вертольоти. Станом на 26 квітня 2021 року за даними уряду було введено понад 480 тисяч доз вакцини.
Кампанія вакцинації другою дозою почалася 20 липня 2021 року. Цього разу також у Бутані ввели другу дозу 90 % відповідних дорослих або приблизно 62 % населення протягом тижня, здебільшого використовувалися інші вакцини, зокрема вакцини Moderna та Sinopharm BIBP, подаровані США, Китаєм, Індією та Данією.